# Krzysztof Penderecki
Krzysztof Eugeniusz Penderecki (n. 23 noiembrie 1933, Dębica, Polonia – d. 29 martie 2020, Cracovia, Polonia) a fost un compozitor, dirijor și pedagog polonez de muzică clasică, reprezentant al „Școlii compozitorilor polonezi din generația anilor 1960”, unul din puținii creatori de muzică de avangardă care a reușit să câștige o largă popularitate.  A studiat compoziția la Conservatorul din Cracovia li a devenit ulterior dirijor la acest conservator (1972-1987). Muzica sa este calificată adesea ca „postserială” și „postclasică târzie”. El a fost profesor la Academia de muzică din Cracovia, al cărui rector fusese în trecut.
Între creațiile sale cele mai cunoscute se numără Trena pentru victimele de la Hiroshima, Recviemul polonez, Patimile după Luca,Anaklasis, 4 opere, 8 simfonii și alte piese pentru orchestra, o varietate de concerte instrumentale, coruri, în special pe texte religioase, precum și alte lucrări de cameră și instrumentale.

## Biografie

### Familie, educație
Născut la Dębica ca fiul mezin al avocatului Tadeusz Penderecki și al soției acestuia, Zofia născută Wittgenstein, Penderecki are în familia sa rădăcini poloneze, germane, ucrainene și armene.
Unul din bunicii compozitorului din partea mamei, Robert Berger, a fost director de bancă și un pictor talentat, al cărui tată, Johann Berger, se mutase e la Breslau la Dębica d la mijlocul secolului al XX-lea. O bunică din partea tatălui, Eugenia Szylkiewicz. era de origine armeană.
Krzysztof Penderecki avea o soră (Barbara), și doi frați mai mari - Janusz, student la drept și la medicină, și Tadeusz care era violonist și pianist. La izbucnirea celui de al Doilea Război Mondial  familia Penderecki a trebuit să-și evacueze casa pentru a face loc Ministerului Alimentației care avea nevoie de un nou sediu. Ulterior familia s-a mutat într-o casă de unde fuseseră izgoniți niște locatari evrei.
După război Penderecki a învățat începând din 1946 la liceul din localitatea natală. El a luat lecții de vioară de la Stanislaw Darłak, dirijor de fanfară care organizase la Dębica o orchestră a societății muzicale locale.
După terminarea liceului Penderecki s-a mutat la Cracovia și s-a înscris la Universitatea Jagellonă. A studiat vioara cu Stanisław Tawroszewicz, iar teoria muzicii cu Franciszek Skołyszewski. În 1954, Penderecki a intrat la Academia de muzică din Cracovia, unde, după încheierea studiilor sale de vioară, începând din anul al doilea, s-a concentrat cu totul studiului compoziției. Principalul său mentor a fost Artur Malawski, un compozitor cunoscut pentru lucrările sale corale și pentru orchestră. Schimbările politice în direcția destalinizării din Polonia în anul 1956 au dus la înlăturarea în mare parte a grelei cenzuri culturale comuniste, și a deschis noi orizonturi pentru creație.

### Carieră
După absolvirea studiilor, el a devenit cadru didactic la Academie și și-a făcut debutul de  compozitor la Festivalul de toamnă de la Varșovia în 1959.
Trena sa pentru victimele de la Hiroshima pentru 52 instrumente de coarde și lucrarea corală Patimile după Luca s-au bucurat de o primire entuziastă.
În schimb prima sa operă „Diavolii din Loudun” nu a avut un succes imediat. Începând din mijlocul anilor 1970 Penderecki și-a modificat stilul de compoziție, primul său concert pentru vioară fiind axat pe semitonuri și tritonuri. La mijlocul anilor 1970, Penderecki a devenit profesor la Școala de Muzică Yale. 
În anii 1980 a compus Recviemul polonez, pe care l-a extins în 1993 și în 2005.

## Viața privată
Penderecki a fost căsătorit cu Elżbieta Penderecka și tatăl a trei copii: o fiică din prima sa căsătorie, Beata, absolventă a Academiei de muzică, jurnalistă la radiodifuziunea polonă din Cracovia, iar din a doua căsătorie - un fiu  Łukasz, psihiatru și Dominika, absolventă de filologie italiană.

## Premii și onoruri
- 1959 - Premiul întâi la concursul de compoziție de la Varșovia
- 1961 Premiul Unesco pentru Trena
- 1967, 1968 Premiul Italia
- 1973 Crucea ordinului Polonia Restituta cu rang de comandor975  Membru al Academiei de arte din Berlin
- 1977 Premiul Herder
- Crucea Pro Merito Melitensi a Maltei
- 1987,1998,2001 Premii  Grammy
- 1987 Premiul Wolf
- 1990 Ordinul de merit al Germaniei cu rangul de comandor
- 1992 Premiul Grawemeyer pentru compoziție al Universității din Louisville - pentru lucrarea Adagio pentru orchestră mare
- 2001 Premiul prințului de Asturias din Spania
- 2004 Premium Imperiale din Japonia
- 2005 Ordinul Vulturul Alb al Poloniei
- 2006 ordinul celor Trei stele al Letoniei cu rangul de comandor
- 2009 Ordinul de merit al Marelui Ducat de Luxemburg
- 2009 Ordinul de onoare al Armeniei

Penderecki este doctor honoris causa al Universității Jagellone din Cracovia, al Univeristății din Varșovia, al Universității Yale, al Universității de muzică „Frederic Chopin”,al Universității din Sankt Petersburg, al Academiei de muzica din Gdansk, al Universității din Harkiv etc.